# サントス・エルナンデス (ギター製作者)
サントス・エルナンデス（西: Santos Hernández、1874 - 1943年）はスペインのギター製作者。

## 生涯
ホセ・ラミレスの弟で、ギター製作を専門とするマヌエル・ラミレスの工房で働き、弦楽器製作の技術を学んだ。エルナンデスは、バックとサイドにイトスギを使用し、それらと響板を薄くした特徴的なフラメンコギターの最も有名な製作者の一人となった。
1912年には、若きアンドレス・セゴビア（1893 - 1987年）の最初の演奏旅行に同行したクラシック・ギターを製作したとされている。響板の挙動に関する彼の研究は、マルセロ・バルベロ、アルカンヘル・フェルナンデス、河野賢（こうの まさる）など、その後数世代にわたるギター製作者たちに大きな影響を与えた。